# Mayatrichia moselyi
Mayatrichia moselyi är en nattsländeart som beskrevs av Blickle och Donald G. Denning 1977. Mayatrichia moselyi ingår i släktet Mayatrichia och familjen smånattsländor. Inga underarter finns listade i Catalogue of Life.